# Wattenheim (Biblis)
Wattenheim ist ein Ortsteil der Gemeinde Biblis im südhessischen Landkreis Bergstraße.

## Geographische Lage
Der Ort liegt in der Oberrheinischen Tiefebene an der Weschnitz kurz vor deren Mündung in den Rhein.
Im Norden, im „Steiner Wald“, ebenfalls an der Weschnitz liegen die ausgegrabenen Reste der ehemaligen Burg Stein. Im Westen liegt der Bibliser Ortsteil Nordheim, im Osten liegt Biblis und im Süden der Lampertheimer Stadtteil Hofheim. Durch den Ort verläuft die Landesstraße 3261.

## Geschichte

### Von den Anfängen bis zum 18. Jahrhundert
Bereits in der Jungsteinzeit war, durch die klimatisch begünstigte Oberrheinische Tiefebene, das Gebiet um Wattenheim besiedelt, wie Bodenfunde belegen. Nach dem ersten namentlich bekannten Volksstamm, den Kelten, begannen um 40 n. Chr. die Römer mit der militärischen Besetzung rechtsrheinischer Gebiete. Um 260 überwanden die Alemannen den römischen Limes, drängen die Römer über den Rhein zurück und besiedelten das Gebiet. Nach 500 n. Chr. wurden diese wiederum von den Franken verdrängt, was durch fränkische Reihengräbern bei Biblis, Wattenheim und Klein-Rohrheim belegt wird.
Die belegte Geschichte von Wattenheim beginnt mit der Burg Stein, als am 26. Mai 836 König Ludwig II., der Deutsche, dem Grafen Werner (Werinher) seine Güter in Biblis, Wattenheim und in dem Dorf Zullestein (die zur Burg Stein gehörige Siedlung) schenkte und dieser, die drei Dörfer 846 dem Kloster Lorsch überließ. Schon die Römer hatten im 4. Jahrhundert an gleicher Stelle einen Burgus (turmartiges Kleinkastell) mit Hafen am damaligen Rheinlauf angelegt. Der Platz geriet zeitweise in Vergessenheit, bis er 805 als Zullestein dem Kloster Lorsch als Königsgut geschenkt wurde. Im Jahr 995 wurde dann der Platz als „Ort Stein“ erwähnt, als Kaiser Otto III. auf Bitten des Lorscher Fürstabts Salmann dem Ort Stein das Marktrecht verlieh. Nach 1100 scheint der Hafen verlandet gewesen zu sein und der Bischofs von Worms war Besitzer des Platzes, den er zu einer Burg ausbaute.
Das Dorf Zullestein ist heute ganz verschwunden und von der Burg sind nur die 1957 wieder entdeckten und ab 1970 ausgegrabenen Fundamentreste zu sehen.
Der Blütezeit des Klosters Lorsch folgte im 11. und 12. Jahrhundert sein Niedergang. 1232 unterstellte Kaiser Friedrich II. die Reichsabtei Lorsch dem Erzbistum Mainz und seinem Bischof Siegfried III. von Eppstein zur Reform. Die Benediktiner widersetzten sich der angeordneten Reform und mussten deshalb die Abtei verlassen. Sie wurden durch Zisterzienser aus dem Kloster Eberbach und diese 1248 durch Prämonstratenser aus dem Kloster Allerheiligen ersetzt. Von diesem Zeitpunkt an wurde das Kloster als Propstei weitergeführt.
Unter der Herrschaft von Kurmainz verpfändete die Erzbischöfe und das Mainzer Domkapitel mehrfach wiedereinlöslich Rechte in Wattenheim. So wurde 1305 „Dorf, Vogtei, Gericht etc. und ein Hofgut, das Burgberg genannte wurde“ für 1000 Pfund Heller an Heilmann Holtmünde. Diesem wird im selben Jahr auch die Fischerei in Wattenheim verpfändet. 1319 verpfändete Erzbischof Peter von Mainz das Dorf für 1000 Pfund Heller an Georg von Starkenburg.
1350 verpfänden Erzbischof Heinrich von Mainz und Kuno von Falkenstein die Fischerei für 500 Pfund Heller dem Ritter Dieter Kämmerer. 1354 und 1428 wurde das Dorf an die Familie Dalberg verpfändet, die das erbliche Amt des Kämmerers des Bischofs von Worms besaßen. In den Jahren 1465–1521 war Wattenheim als Zubehör des Amtes Gernsheim an die Grafen von Katzenelnbogen verpfändet.
Eine Kirche wurde in Wattenheim bereits bei der Schenkung von 846 erwähnt. Das Patronat und damit verbundene Rechte, sowie den Zehnten hatte das Kloster Lorsch als Lehen vergeben und aus dem Jahr 1275 ist gekannt, dass die Brüder Werner und Hugo von Starkenburg ihre Rechte dem Dom zu Worms schenkten. Nach 1300 besitzen das Domkapitel Worms, das dortige Andreas- und das Paulusstift das Patronatsrecht gemeinsam.
Im Jahr 1300 vereinbaren das Domkapitel zu Worms und das Andreasstift zu Worms in Wattenheim, gemeinschaftlich einen Vikar einzusetzen. In der Folgezeit gelangten die Pfalzgrafen in den Besitz des Patronatsrechts und einen Teil des Zehnten, denn im Jahr 1450 erlaubt der Erzbischof Dietrich von Mainz die Inkorporation der Wattenheim Pfarrkirche in das Stift Zell bei Worms. Das Stift Zell gehörte zum Kloster Hornbach, welches seit 1395 mit der Übernahme der Grafschaft Zweibrücken in Hoheitsbereich der Kurpfalz lag. Der Anlass, für die Schenkung der Pfarrei Wattenheim mit ihren Gefällen an das Stift Zell durch den Pfälzer Kurfürst Ludwig IV., war die Geburt des Thronfolgers Philipp. Auf einer Wallfahrt, an das dortige Grabe des Heiligen Philipp von Zell, hatte er zusammen mit seiner Frau Margarethe von Savoyen, für die Geburt eines Stammhalters gebetet. Mit Einführung der Reformation in der Kurpfalz wird 1553 das Stift Zell aufgehoben und dessen Rechte und Gefälle an die Universität Heidelberg übertragen. Im selben Jahr lässt der Pfalzgraf in den Orten Nordheim und Wattenheim trotz Widerspruchs des Wormser Bischofs und des Erzstifts Mainz die Reformation einführen. Ein reformierter Pfarrer wohnte in Wattenheim und betreute Nordheim als Filiale. In der Zeit bis zum Ausbruch des Dreißigjährigen Kriegs 1618 wechseln die Pfälzer Kurfürsten mehrfach zwischen der lutherischen, reformierten und calvinistischen Glaubensrichtung.
Während des Dreißigjährigen Kriegs (1618–1648) eroberten 1621 spanische Truppen der Katholischen Liga die Burg Stein und besetzten von hier aus die gesamte Bergstraße, dabei wurden Nordheim, Biblis und Wattenheim gebrandschatzt. 1631 zogen die Spanier sich vor den anrückenden schwedischen Truppen zurück, die seit 1630 in den Krieg eingegriffen hatten. Bei ihrem Rückzug an das westliche Rheinufer setzten sie die Burg in Brand und zerstörten die von ihnen errichtete Schiffsbrücke. Der Schreck dieses Krieges war aber für die Wattenheimer noch lange nicht vorbei. Nach der katastrophalen Niederlage der Evangelischen bei Nördlingen am 6. September 1634 zogen sich die schwedischen Truppen 1635 von der Bergstraße zurück. Letztlich veranlasste der katholische Sieg bei Nördlingen Frankreich, an der Seite der nun geschwächten Schweden in den Dreißigjährigen Krieg einzugreifen. Mit dem Schwedisch-Französischen Krieg begann ab 1635 das blutigste Kapitel des Dreißigjährigen Krieges. Aus der Region um Wattenheim berichten die Chronisten aus jener Zeit: „Pest und Hunger wüten im Land und dezimieren die Bevölkerung, sodass die Dörfer öfters völlig leer stehen“.
Nach dem Ende des Dreißigjährigen Krieges durch den Westfälischen Frieden 1648, einigen sich 1653 im „Regensburger Rezess“ der Pfälzer Kurfürst Karl Ludwig und der benachbarten Kurfürsten von Mainz, Johann Philipp von Schönborn, über eine Reihe strittiger Rechtspositionen. So wurde festgelegt, dass in Wattenheim wieder das katholische Bekenntnis eingesetzt und in Nordheim eine reformierte Kirchengemeinde mit Filialen in Hofheim und Bobstadt eingerichtet wurde. Als Folge musste der evangelische Pfarrer Wattenheim verlassen und siedelte nach Nordheim um, während die Bevölkerung wieder vollständig rekatholisiert wurde. Die 1623 zerstörte Kirche wurde erst 1658 wieder aufgebaut.
In den Jahren 1688–1697 wütete der von Frankreich zur Anerkennung seiner linksrheinischen Reunionen begonnene Pfälzische Erbfolgekrieg der das Gebiet zwischen Rhein und Bergstraße vielfältiger Zerstörung ausgesetzte und so die Wiederaufbaubemühungen nach dem Dreißigjährigen Krieg zunichtemachte. Im Jahr 1689 zerstören französische Truppen das Pfarrhaus in Wattenheim, das auch in der Folgezeit nicht wieder aufgebaut wurde. Erst der Frieden von Rijswijk 1697 beendete die Gefahr französischer Angriffe über den Fluss.
Im Jahr 1787 war die Verwaltung so organisiert, dass Wattenheim zum Amt Gernsheim des Oberamtes Starkenburg gehörte, das im „Unteren Erzstift“ des Kurfürstentums Mainz lag.
1787 wurde Wattenheim von mehreren Überschwemmungen heimgesucht. So brach am 17. Februar das Rheineis, was zur Folge hatte, dass in der Bibliser Gemarkung der Rheindamm siebenmal brach. Am 13. Juni, am 31. Juli und 19. September erneut Hochwasser, wobei Lampertheim, Bürstadt, Hofheim, Wattenheim, Nordheim, Biblis und Groß-Rohrheim überschwemmt wurden.

### Vom 19. Jahrhundert bis heute

#### Wattenheim wird hessisch
Das ausgehende 18. und beginnende 19. Jahrhundert brachte Europa weitreichende Änderungen. Infolge der Napoleonischen Kriege wurde 1797 das Linkes Rheinufer und damit auch der linksrheinische Teil von Kurmainz annektiert. Nach erneuten Siegen Frankreichs wurde das Heilige Römische Reich (Deutscher Nation) durch den Reichsdeputationshauptschluss von 1803 neu geordnet und hörte mit der Niederlegung der Reichskrone am 6. August 1806 auf zu bestehen. Durch diese Neuordnung und Auflösung von Kurmainz kam das „Amt Gernsheim“ und mit ihm Wattenheim zur Landgrafschaft Hessen-Darmstadt, die 1806 in dem ebenfalls auf Druck Napoleons gebildeten Großherzogtum Hessen aufging.
Als das Amt Gernsheim 1803 zu Hessen kam, wurde es vorerst als hessische Amtsvogtei weitergeführt, das ab 1806 zum neu gegründeten Großherzogtum Hessen gehörte.
Bis 1821 war das Großherzogtum Hessen in Ämter eingeteilt. Das ehemals mainzische Amt Gernsheim wird 1821 im Band 22 der Neuesten Länder und Völkerkunde für alle Stände wie folgt beschrieben:

»Amt Gernsheim am Rhein mit 1 Stadt, 8 Ortschaften 410 H. u. 3192. E.

Gernsheim, Stadt mit 1 Fähre am Rhein, liegt in einem Morast, hat einen Amtssitz und l Schloß, 1 Rhein Zoll, 2 Kirchen und mit dem nahen Dorfe Kleinrohrheim 284 H. u. 2255 E., übrigens bedeutenden Weinbau und Fischerei. Dörfer: Rodau und Wattenheim.«

Die Historisch-topographisch-statistische Beschreibung des Fürstenthums Lorsch, oder Kirchengeschichte des Oberrheingaues berichte 1812 über Wattenheim:

»Wattenheim. Dieses mittelmäsige Dorf in alten Urkunden Watinheim und Wadtinheim genennt, liegt an der Weschnitz, 1⁄4 Stunde vom Rheine, und der ehemaligen Veste Stein, 2 1⁄4 St. von Gernsheim, 2 kleine St. von Worms und 6 1⁄2 St. von Darmstadt, in einer ganz ebenen fruchtbaren, zum Theil aber auch sumpfigen Gegend. Schon im Jahr 842 schenkte König Ludwig der Deutsche dem Grafen Wernher seine Güter und die Kirchen zu Wattenheim und Biblis etc. welche derselbe Graf bald darauf dem Kloster Lorsch schenkte und dieselbe sodann auf zeitlebens als Lehen zurückerhielt. Auch König Conrad I. schenkte seine Güter zu Wattenheim und Virnheim, welche sein Kaplan Werinolf als Lehen besaß nach dessen Tode dem Kloster Lorsch im Jahr 916. Durch dies und andere Schenkungen erhielt das Kloster Lorsch nach und nach das volle Eigenthum von Wattenheim. Im J. 1232 kam dieses Dorf mit den übrigen Besitzungen des Kl. Lorsch an das Erzstift Mainz; aber es waren schon damals wahrscheinlich mehrere Güther davon abgekommen, denn im J. 1262 schenkte ein gewisser Hezelo, Sänger des St. Martinsstiftes in Worms die Hälfte seines Hofes und seiner Güther zu Wattenheim an das Kl. Schönau […] Im Jahr 1305 versetzte das, nach dem Tode des ErzbischoffS Gerhard von Mainz regierend Domkapitel dem Heilmann Holtemünde wegen einer Schuld von 1100 Pfund Heller, das Dorf Wattenheim mit Gericht, Vogtei, Fischerei, Waide etc. nebst einem Hofguth daselbst, genannt der Burgberg. Diese Pfandschaft scheint bald wieder abgelößt worden zu sein, denn schon im Jahr 1319 verkauft Erzbischoff Peter von Mainz besagtes Dorf an den Ritter Georg Solgin von Starkenburq mit allen Rechten, als Fischwasser Kern und Pfenninggeld, Wiesen und Äcker etc. um 1000 Pfund Heller, jedoch wiederkäufflich. Aber auch diese Pfandschaft wurde wieder eingelößt. Denn das Dorf Wattenheim war bei dem Amte Gernsheim, als letzteres im Jahr 1465 von dem Kurfürsten Adolf von Mainz an den Grafen Philipp von Katzenelnbogen verpfändet worden. Wir wissen dies aus einer Urkunde vom Jahr 1470 worin sich Graf Philipp in der Verpfändung des besagten Amtes seine Fischereien zu Wattenheim und Gernsheim vorbehielt. Nach der Wiedereinlosung des Amtes Gernsheim im Jahr 1520 kam Wattenheim an das Erzstift Mainz zurück und von diesem 1802 an Hessen Darmstadt. […] Wattenheim hat 51 Häuser, worin dermalen 283 Seelen wohnen, welche sich alle zur katholischen Religion bekennen. Ausser der Kirch, dem Rathhause und Schulhause sind keine herrschaftliche oder gemeine Gebäude allda. […] Vom großen Zehenden bezieht gnädigste Herrschaft 2 Drittheile und die Universität zu Heidelberg ein Drittheil. Vom kleinen Zehenden bezieht der Landesherr 2 Drittel, und der Pfarrer ein Drittel. Anbei hat noch der Landesherr sowohl als der Pfarrer jeder einen Partialzehenden von gewissen Äckern allein zu beziehen. Die Jagd, so wie die Fischerei daselbst ist Gnädigster Herrschaft eigen. Erster gehörte vormals (aus Verträgen von 1741) dem Hochstifte Worms. Wattenheim hat keinen eigenen Wald, sondern nur 32 Morgen Waideklauer. Die ganze Gemarkung besteht aus 1404 Morgen.«

Nach der endgültigen Niederlage Napoléons regelte der Wiener Kongress 1814/15 auch die territorialen Verhältnisse für Hessen, daraufhin wurden 1816 im Großherzogtum Provinzen gebildet. Dabei wurde das vorher als „Fürstentum Starkenburg“ bezeichnete Gebiet, das aus den südlich des Mains gelegenen alten Hessischen und den ab 1803 hinzugekommenen rechtsrheinischen Territorien bestand, in „Provinz Starkenburg“ umbenannt.
Im Jahr 1814 wurde die Leibeigenschaft im Großherzogtum aufgehoben und es erhielt mit der am 17. Dezember 1820 eingeführten Verfassung des Großherzogtums Hessen eine konstitutionelle Monarchie, in der der Großherzog aber noch große Machtbefugnisse hatte. Die noch bestehenden standesherrlichen Rechte wie Niedere Gerichtsbarkeit, Zehnten, Grundzinsen und andere Gefälle blieben aber noch bis 1848 bestehen.
1821 wurden im Rahmen einer umfassenden Verwaltungsreform die Amtsvogteien in den Provinzen Starkenburg und Oberhessen des Großherzogtums aufgelöst und Landratsbezirke eingeführt, wodurch Wattenheim zum Landratsbezirk Heppenheim kam. Diese Reform ordnete auch die Verwaltung auf Gemeindeebene neu. Die Bürgermeisterei in Wattenheim war eine von 12 im Landratsbezirk. Entsprechend der Gemeindeverordnung vom 30. Juni 1821 gab es einen gewählten Ortsvorstand, der sich aus Bürgermeister, Beigeordneten und Gemeinderat zusammensetzte, staatliche Schultheißen wurden nicht mehr eingesetzt.
Die Statistisch-topographisch-historische Beschreibung des Großherzogthums Hessen berichtet 1829 über Wattenheim:

»Wattenheim (L. Bez. Heppenheim) kath. Filialdorf, liegt in einer etwas sumpfigen Gegend auf der linken Welchnitzseite, 3 1⁄2 St. von Heppenheim und 3⁄4 St. vom Rhein. Der Ort hat 60 Häuser und 426 kath. Einwohner. - Graf Wernher oder Werner hatte Waltenheim vom König Ludwig dem Teutschen geschenkt erhalten, und gab den Ort 846 sammt der Kirche dem Kloster Lorsch. Mit diesem Kloster kam Wattenheim 1232 an Mainz und 1305 versetzte das Domkapitel den Ort wegen einer Schuld von 1100 Pfund Heller dem Heilmann Holtemünde. Die Pfandschaft ist aber wieder abgelößt worden denn schon 1319 wurde der Ort dem Ritter Georg Solgin von Starkenburg wiederkäuflich um 1000 Pfund Heller verkauft. Der Wiederkauf fand statt; denn der Ort befand sich bei dem Amt Gernsheim, als solches 1465 von Mainz dem Grafen Philipp von Katzenellenbogen verpfändet wurde. Nach der Wiederlösung dieses Amtes 1520 kam Wattenheim an das Erzstift Mainz. Schon 846 war hier eine Pfarrkirche. Sie brannte 1623 ab, wurde erst 1658 wieder gebaut und 1805 wieder völlig erneuert. Wattenheim kam 1802 an Hessen.«

1832 wurden die Verwaltungseinheiten weiter vergrößert und es wurden Kreise geschaffen. Nach der am 20. August 1832 bekanntgegebenen Neugliederung sollte es in Süd-Starkenburg künftig nur noch die Kreise Bensheim und Lindenfels geben; der Landratsbezirk von Heppenheim sollte in den Kreis Bensheim fallen. Noch vor dem Inkrafttreten der Verordnung zum 15. Oktober 1832 wurde diese aber dahingehend revidiert, dass statt des Kreises Lindenfels neben dem Kreis Bensheim der Kreis Heppenheim als zweiter Kreis gebildet wurde. Wattenheim wurde dem Kreis Bensheim zugeordnet. 1842 wurde das Steuersystem im Großherzogtum reformiert und der Zehnte und die Grundrenten (Einnahmen aus Grundbesitz) werden durch ein Steuersystem ersetzt wie es in den Grundzügen heute noch existiert.
Im Neuestes und gründlichstes alphabetisches Lexicon der sämmtlichen Ortschaften der deutschen Bundesstaaten von 1845 finden sich folgende Einträge:

»Wattenheim bei Heppenheim. – Dorf mit kathol. Pfarrkirche, hinsichtlich der Evangel. zur Pfarrei Nordheim gehörig. – 60 H. 426 kathol. E. – Großberzogthum Hessen. – Provinz Starkenburg. – Kreis Bensheim. – Landgericht Gernsheim. – Hofgericht Darmstadt. – Das Dorf Wattenheim, welches in einer etwas sumpfigen Gegend auf der linken Weschnitzseite liegt, ist im J. 1802 an Hessen übergegangen.«

Infolge der Märzrevolution 1848 wurden mit dem „Gesetz über die Verhältnisse der Standesherren und adeligen Gerichtsherren“ vom 15. April 1848 die standesherrlichen Sonderrechte endgültig aufgehoben.
Darüber hinaus wurden in den Provinzen, die Kreise und die Landratsbezirke des Großherzogtums am 31. Juli 1848 abgeschafft und durch „Regierungsbezirke“ ersetzt, wobei die bisherigen Kreise Bensheim und Heppenheim zum Regierungsbezirk Heppenheim vereinigt wurden. Bereits vier Jahre später, im Laufe der Reaktionsära, kehrte man aber zur Einteilung in Kreise zurück und Wattenheim wurde wieder Teil des Kreises Bensheim.
Die im Dezember 1852 aufgenommenen Bevölkerungs- und Katasterlisten ergaben für Wattenheim: Wattenheim, ein katholisches Pfarrdorf 3/4 Stunde vom Rhein auf der linken Weschnitzseite hatte 450 Einwohner. Die Gemarkung von Wattenheim bestand aus 1694 Morgen, davon waren 1129 Morgen Ackerland, 433 Morgen Wiesen und 66 Morgen Wald.
In den Statistiken des Großherzogtums Hessen werden, bezogen auf Dezember 1867, für das Pfarrdorf Wattenheim mit eigener Bürgermeisterei, 81 Häuser, 417 Einwohnern, der Kreis Bensheim, das Landgericht Gernsheim, die evangelisch Pfarrei Nordheim des Dekanats Zwingenberg und die katholische Pfarrei Wattenheim des Dekanats Bensheim, angegeben.
1870 provoziert der preußische Ministerpräsident Otto von Bismarck durch die sogenannte Emser Depesche den Deutsch-Französischen Krieg, in dem das Großherzogtum Hessen als Mitglied des Norddeutschen Bundes an der Seite Preußens teilnahm. Noch vor dessen offiziellen Ende am 10. Mai 1871 traten die süddeutschen Staaten dem Norddeutschen Bund bei und am 1. Januar 1871 trat dessen neue Verfassung in Kraft, mit der er sich nun Deutsches Reich nannte.
Auf deutscher Seite forderte dieser Krieg ca. 41.000 Tote.
Auch im 19. Jahrhundert hatte Wattenheim wieder unter Überschwemmungen zu leiden, so bricht am 28./29. Dezember 1882 der Rheindamm bei Rosengarten und die Orte Hofheim, Nordheim, Wattenheim und Bürstadt standen unter Wasser. Das Industriezeitalter kündigte sich für Wattenheim auf dem Rhein an, als ein Wormser Unternehmen ab 1842 die „Adler des Oberrheins“ genannten Dampfboote zwischen Mannheim und Mainz verkehren ließ. Weiter Verbesserungen der Infrastruktur ergaben sich durch den Bau der Eisenbahnlinie Darmstadt–Worms, der Ludwigsbahn, die 1869 begonnen und 1877 fertiggestellt wurde.
Für das Jahr 1900 waren weitere Infrastrukturverbesserungen zu vermelden, so wurde bei Worms sowohl die Ernst-Ludwig-Brücke für den Straßenverkehr, als auch die Eisenbahnbrücke über den Rhein dem Verkehr übergeben. Dass die Zeiten aber auch von viel Armut geprägt waren, zeigen die Zahlen der Auswanderer. So wurden von 1881 bis 1900 529.875 deutsche Auswanderer gezählt.
Am 1. Januar 1900 trat im ganzen Deutschen Reich das Bürgerliche Gesetzbuch in Kraft.

#### Zeit der Weltkriege
Am 1. August 1914 brach dann der Erste Weltkrieg aus, der hier wie im ganzen Deutschen Reich der positiven wirtschaftlichen Entwicklung ein Ende setzte. Als nach der deutschen Niederlage am 11. November 1918 der Waffenstillstand unterschrieben wurde, hatte der Krieg insgesamt rund 17 Millionen Menschenopfer gekostet. Das Ende des Deutschen Kaiserreiches war damit besiegelt und die unruhigen Zeiten der Weimarer Republik folgten. In der Zeit von 1921 bis 1930 wurden in Deutschland 566.500 Auswanderer gezählt, die versuchten, den schwierigen Verhältnissen in Deutschland zu entfliehen. Am 30. Januar 1933 wurde Adolf Hitler Reichskanzler, was das Ende der Weimarer Republik und den Beginn der nationalsozialistischen Diktatur bedeutete.
In Hessen wurde am 3. Juli 1933 das „Gesetz zur Durchführung von Feldbereinigung zum Zwecke der Arbeitsbeschaffung im Zuge der Riedmelioration“ erlassen. In 13 Gemeinden der Provinz Starkenburg, darunter Wattenheim wurde das Feldbereinigungsverfahren auf einer Fläche von 200.000 ha. angeordnet. Im Verlauf dieses Meliorations- und Siedlungsprogramms entstanden die beiden Orte Riedrode und Worms-Rosengarten.
Die hessischen Provinzen Starkenburg, Rheinhessen und Oberhessen wurden 1937 nach der 1936 erfolgten Auflösung der Provinzial- und Kreistage aufgehoben. Zum 1. November 1938 trat dann eine umfassende Gebietsreform auf Kreisebene in Kraft. Im Umland von Worms wurde der Kreis Oppenheim aufgelöst. Dabei wurden die rechtsrheinischen Gemeinden Lampertheim, Bürstadt, Hofheim, Biblis, Nordheim und Wattenheim dem neugeschaffenen Landkreis Worms, der aus dem Kreis Worms hervorging, angegliedert.
Am 1. September 1939 begann mit dem Einmarsch deutscher Truppen in Polen der Zweite Weltkrieg, der in seinen Auswirkungen noch weit dramatischer war als der Erste Weltkrieg und dessen Opferzahl auf 60 bis 70 Millionen Menschen geschätzt werden. In der Endphase des Zweiten Weltkrieges in Europa erreichen die amerikanischen Verbände Mitte März 1945 den Rhein zwischen Mainz und Mannheim. Am 22. März überquerte die 3. US-Armee bei Oppenheim den Rhein und besetzte am 25. März Darmstadt. In den ersten Stunden des 26. März 1945 überquerten amerikanische Einheiten bei Hamm und südlich von Worms den Rhein von wo sie auf breiter Front gegen die Bergstraße vorrücken. Am 27. März standen die amerikanischen Truppen in Lorsch, Bensheim und Heppenheim und einen Tag später waren Aschaffenburg am Main sowie der westliche und nördlichen Teil des Odenwaldes besetzt. Der Krieg in Europa endete mit der bedingungslosen Kapitulation aller deutschen Truppen, die am 8. Mai 1945 um 23:01 Uhr mitteleuropäischer Zeit in Kraft trat.
Das Großherzogtum Hessen war von 1815 bis 1866 ein Mitgliedsstaat des Deutschen Bundes und danach ein Bundesstaat des Deutschen Reiches. Es bestand bis 1919, nach dem Ersten Weltkrieg wurde das Großherzogtum zum republikanisch verfassten Volksstaat Hessen. 1945 nach Ende des Zweiten Weltkriegs befand sich das Gebiet des heutigen Hessen in der amerikanischen Besatzungszone und durch Weisung der Militärregierung entstand Groß-Hessen, aus dem das Bundesland Hessen in seinen heutigen Grenzen hervorging.
Mit der Errichtung von Groß-Hessen wurden die rechtsrheinischen Gebiete und damit auch Wattenheim dem Landkreis Bergstraße zugeordnet. Das linksrheinische Kreisgebiet wurde 1946 im Regierungsbezirk Rheinhessen ein Teil von Rheinland-Pfalz.

#### Nachkriegszeit und Gegenwart
Wie die Einwohnerzahlen von 1939 bis 1950 zeigen hatte auch Wattenheim nach dem Krieg viele Flüchtlinge und Vertriebene aus den ehemaligen deutschen Ostgebieten zu verkraften.
Nach dem Krieg wurden 1950 die Freiwillige Feuerwehr und später weitere Vereine gegründet. 1982 wurde die Pfarrkirche St. Christophorus in Wattenheim unter Denkmalschutz gestellt.
Im Jahr 1961 wurde die Gemarkungsgröße mit 426 ha angegeben, davon waren 3 ha Wald.
Nachdem die Bevölkerung bis nach dem Zweiten Weltkrieg größtenteils von der Landwirtschaft lebte, führte der Strukturwandel in der Landwirtschaft und die Ausweisung neuer Baugebiete ab den 1970er Jahren dazu, dass diese heute nahezu keine Rolle mehr spielt. Heute sind von der erwerbsfähigen Bevölkerung Wattenheims der weitaus größte Teil außerhalb des Ortes beschäftigt.
Am 31. Dezember 1970 wurde im Zuge der Gebietsreform in Hessen die bis dahin selbstständige Gemeinde zusammen mit Nordheim nach Biblis auf freiwilliger Basis eingemeindet. Für Nordheim und Wattenheim wurden per Hauptsatzung Ortsbezirke mit Ortsbeirat und Ortsvorsteher nach der Hessischen Gemeindeordnung errichtet. Die Grenzen der Ortsbezirke folgen den seitherigen Gemarkungsgrenzen.
Von 1945 bis 1970 war Jakob Geschwind (1895–1972) Bürgermeister in Wattenheim. Jakob Geschwind wurde nach 1970 zum Ehrenbürgermeister ernannt.

### Burg Wattenheim
Südöstlich des Wattenheimer Ortskerns lag eine Wasserburg dessen Graben aus der Weschnitz gespeist wurde. Die noch vorhandenen Reste der Wallgräben wurden 1825 eingeebnet, sodass heute keine Baureste mehr erhalten sind. Als Burgherren werden die Lorscher Ministerialen von Starkenberg vermutet, von denen bekannt ist, dass sie den Jahren 1275–1319 in Wattenheim begütert waren. Es kommen aber auch eine Adelsfamilie „von Wattenheim“ in Frage die urkundlich in den Jahren 1272–1454 in Wattenheim auftrat und die später ihren Wohnsitz in Grünstadt hatte.

### Gerichtszugehörigkeit in Hessen
In der Landgrafschaft Hessen-Darmstadt wurde mit Ausführungsverordnung vom 9. Dezember 1803 das Gerichtswesen neu organisiert. Für das Fürstentum Starkenburg wurde das Hofgericht Darmstadt als Gericht der zweiten Instanz eingerichtet. Die Rechtsprechung der ersten Instanz erfolgte durch die Ämter, Standesherren und Patrimonialgerichte. Für Wattenheim war das Amt Gernsheim zuständig. Das Hofgericht war für normale bürgerliche Streitsachen Gericht der zweiten Instanz, für standesherrliche Familienrechtssachen und Kriminalfälle die erste Instanz. Übergeordnet war das Oberappellationsgericht Darmstadt.
Mit Bildung der Landgerichte im Großherzogtum Hessen war ab 1821 das Landgericht Lorsch im Landratsbezirk Heppenheim das Gericht erster Instanz. Am 16. Dezember 1839 wurde das neu gebildete Landgericht Gernsheim zuständig.
Nach Umsetzung des Gerichtsverfassungsgesetzes im Großherzogtum mit Wirkung vom 1. Oktober 1879 wurden die bisherigen Landgerichte durch Amtsgerichte an gleicher Stelle ersetzt, während die neu geschaffenen Landgerichte nun als Obergerichte fungierten. In Wattenheim war nun das Amtsgericht Gernsheim zuständig, das im Bezirk des Landgerichts Darmstadt lag.
Mit Wirkung vom 1. Oktober 1934 wurde das Amtsgericht Gernsheim aufgehoben und Wattenheim dem Amtsgericht Worms zugeteilt.
Mit der 1945 erfolgten Zuordnung der rechtsrheinischen Orte des Kreises Worms zum Landkreis Bergstraße wechselte auch die gerichtliche Zuständigkeit erneut und Wattenheim kam zum Amtsgericht Lampertheim.

### Verwaltungsgeschichte im Überblick
Die folgende Liste zeigt die Staaten und Verwaltungseinheiten, denen Wattenheim angehört(e):
- vor 1803: Heiliges Römisches Reich, Kurfürstentum Mainz, Unteres Erzstift, Oberamt Starkenburg, Amt Gernsheim
- ab 1803: Heiliges Römisches Reich, Landgrafschaft Hessen-Darmstadt,[Anm. 2] Fürstentum Starkenburg, Amt Gernsheim
- ab 1806: Großherzogtum Hessen,[Anm. 3] Fürstentum Starkenburg, Amt Gernsheim[25]
- ab 1815: Großherzogtum Hessen[Anm. 4], Provinz Starkenburg (durch Reichsdeputationshauptschluss), Amt Gernsheim
- ab 1821: Großherzogtum Hessen, Provinz Starkenburg, Landratsbezirk Heppenheim[Anm. 5]
- ab 1832: Großherzogtum Hessen, Provinz Starkenburg, Kreis Bensheim
- ab 1848: Großherzogtum Hessen, Regierungsbezirk Heppenheim
- ab 1852: Großherzogtum Hessen, Provinz Starkenburg, Kreis Bensheim
- ab 1871: Deutsches Reich,[Anm. 6] Großherzogtum Hessen, Provinz Starkenburg, Kreis Bensheim
- ab 1874: Deutsches Reich, Großherzogtum Hessen, Provinz Starkenburg, Kreis Bensheim
- ab 1918: Deutsches Reich, Volksstaat Hessen,[Anm. 7] Provinz Starkenburg, Kreis Bensheim
- ab 1938: Deutsches Reich, Volksstaat Hessen, Landkreis Worms[26][Anm. 8]
- ab 1945: Amerikanische Besatzungszone,[Anm. 9] Groß-Hessen, Regierungsbezirk Darmstadt, Landkreis Bergstraße
- ab 1946: Amerikanische Besatzungszone, Land Hessen, Regierungsbezirk Darmstadt, Landkreis Bergstraße
- ab 1949: Bundesrepublik Deutschland, Land Hessen, Regierungsbezirk Darmstadt, Landkreis Bergstraße
- ab 1971: Bundesrepublik Deutschland, Land Hessen, Regierungsbezirk Darmstadt, Landkreis Bergstraße, Gemeinde Biblis[Anm. 10]

### Einwohnerentwicklung
| • 1806: | 279 Einwohner, 50 Häuser |
| • 1812: | 283 Einwohner, 51 Häuser |
| • 1829: | 426 Einwohner, 60 Häuser |
| • 1867: | 417 Einwohner, 81 Häuser |

| Wattenheim: Einwohnerzahlen von 1806 bis 2020 | Wattenheim: Einwohnerzahlen von 1806 bis 2020 | Wattenheim: Einwohnerzahlen von 1806 bis 2020 | Wattenheim: Einwohnerzahlen von 1806 bis 2020 | Wattenheim: Einwohnerzahlen von 1806 bis 2020 |
| --- | --------------------------------------------- | --------------------------------------------- | --------------------------------------------- | --------------------------------------------- |
| Jahr |                                               |                                               |                                               | Einwohner                                     |
| 1806 | 1806                                          |                                               | 279                                           | 279                                           |
| 1812 | 1812                                          |                                               | 283                                           | 283                                           |
| 1829 | 1829                                          |                                               | 426                                           | 426                                           |
| 1834 | 1834                                          |                                               | 443                                           | 443                                           |
| 1840 | 1840                                          |                                               | 472                                           | 472                                           |
| 1846 | 1846                                          |                                               | 483                                           | 483                                           |
| 1852 | 1852                                          |                                               | 450                                           | 450                                           |
| 1858 | 1858                                          |                                               | 413                                           | 413                                           |
| 1864 | 1864                                          |                                               | 406                                           | 406                                           |
| 1871 | 1871                                          |                                               | 422                                           | 422                                           |
| 1875 | 1875                                          |                                               | 452                                           | 452                                           |
| 1885 | 1885                                          |                                               | 414                                           | 414                                           |
| 1895 | 1895                                          |                                               | 387                                           | 387                                           |
| 1905 | 1905                                          |                                               | 406                                           | 406                                           |
| 1910 | 1910                                          |                                               | 406                                           | 406                                           |
| 1925 | 1925                                          |                                               | 415                                           | 415                                           |
| 1939 | 1939                                          |                                               | 410                                           | 410                                           |
| 1946 | 1946                                          |                                               | 460                                           | 460                                           |
| 1950 | 1950                                          |                                               | 539                                           | 539                                           |
| 1956 | 1956                                          |                                               | 506                                           | 506                                           |
| 1961 | 1961                                          |                                               | 550                                           | 550                                           |
| 1967 | 1967                                          |                                               | 625                                           | 625                                           |
| 1970 | 1970                                          |                                               | 716                                           | 716                                           |
| 1980 | 1980                                          |                                               | 930                                           | 930                                           |
| 1996 | 1996                                          |                                               | 1.069                                         | 1.069                                         |
| 2002 | 2002                                          |                                               | 1.146                                         | 1.146                                         |
| 2011 | 2011                                          |                                               | 1.077                                         | 1.077                                         |
| 2016 | 2016                                          |                                               | 1.107                                         | 1.107                                         |
| 2020 | 2020                                          |                                               | 1.094                                         | 1.094                                         |
| Datenquelle: Historisches Gemeindeverzeichnis für Hessen: Die Bevölkerung der Gemeinden 1834 bis 1967. Wiesbaden: Hessisches Statistisches Landesamt, 1968. Weitere Quellen: LAGIS; Gemeinde Biblis; Zensus 2011 |                                               |                                               |                                               |                                               |

### Religionszugehörigkeit
| • 1829: | 426 katholische (= 100 %) Einwohner                              |
| • 1961: | 6 evangelische (= 1,09 %), 537 katholische (= 97,64 %) Einwohner |

## Politik

### Ortsbeirat
Für Nordheim besteht ein Ortsbezirk (Gebiete der ehemaligen Gemeinde Nordheim) mit Ortsbeirat und Ortsvorsteher nach der Hessischen Gemeindeordnung.
Der Ortsbeirat besteht aus sieben Mitgliedern. Seit den Kommunalwahlen 2016 gehören ihm drei Mitglieder der SPD und vier Mitglieder der CDU an. Ortsvorsteher ist Heinrich Ochsenschläger (CDU).

### Wappen
Blasonierung: „In Silber vier rote Balken mit zwei goldenen, im Gegenbewegungssinn übereinander gefügten Fischen in aufgelegtem blauen Herzschild.“

Das Wappen wurde am 15. Mai 1957 durch das hessische Innenministerium genehmigt.

## Sonstiges

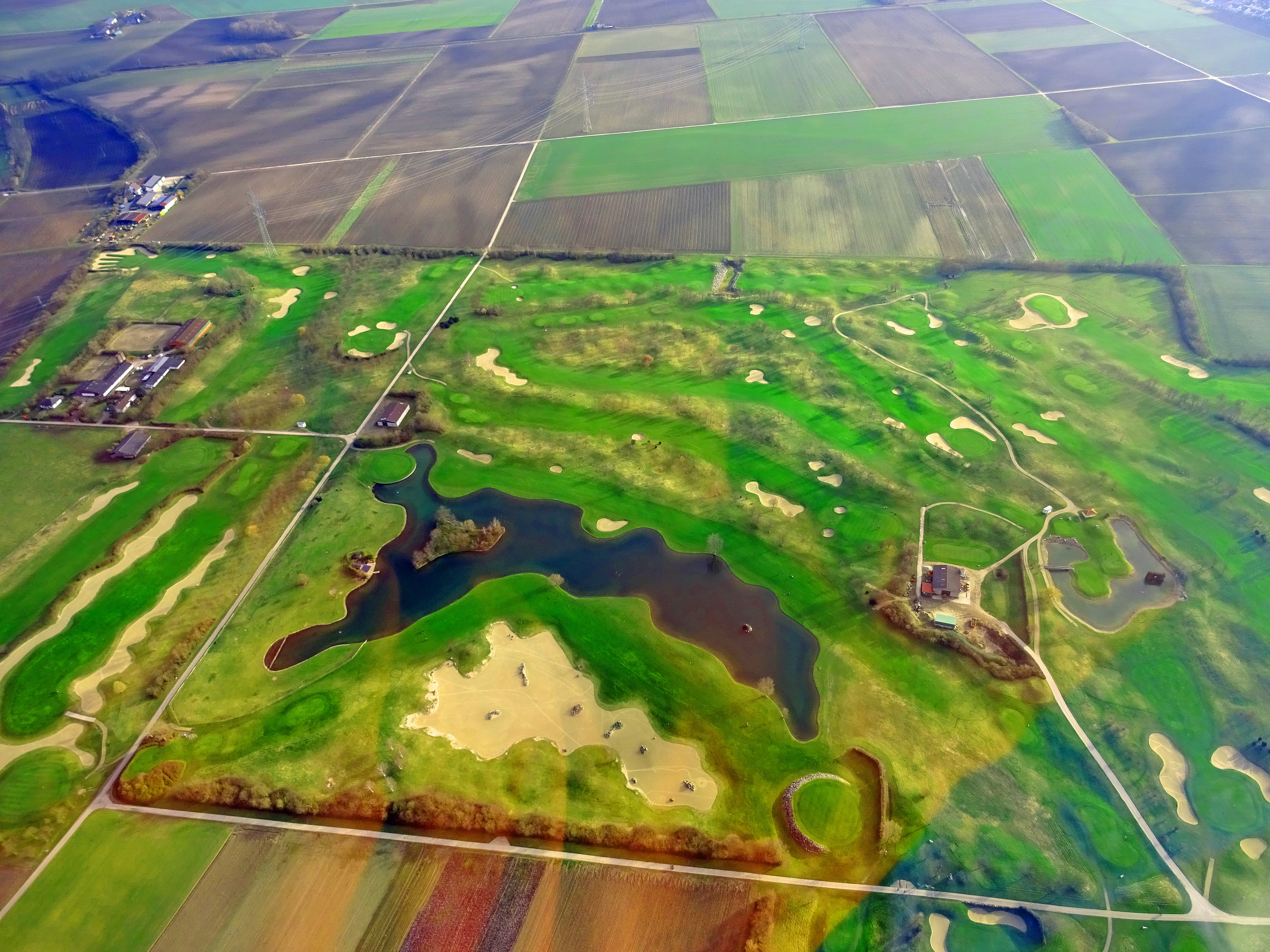
Luftaufnahme des Golfplatzes von Wattenheim

- In Wattenheim befindet sich ein Golfplatz mit einem 18+9-Loch-Feld.
- Die heutige Kirche wurde 1848 erbaut und ist dem heiligen Christophorus geweiht.
- Der 1976 gegründete Fußballverein Wattenheims nennt sich „FC Boys Wattenheim“.

## Persönlichkeiten
- Martin Luley (1925–2006), römisch-katholischer Theologe
- Heilmann von Wattenheim (ca. 1345–1411), Stiftsdekan in Neustadt an der Weinstraße und päpstlicher Legat, stammt aus dem ortsansässigen Adelsgeschlecht der Herren von Wattenheim.